# Anthony Celino
Anthony Cerdan Celino (ur. 29 kwietnia 1972 na Anda) – amerykański duchowny katolicki pochodzenia filipińskiego, biskup pomocniczy El Paso od 2023.

## Życiorys
Święcenia kapłańskie przyjął 9 czerwca 1997 i został inkardynowany do diecezji El Paso. Był m.in. wikariuszem sądowym, kanclerzem kurii, wikariuszem generalnym oraz administratorem diecezji.
8 lutego 2023 papież Franciszek mianował go biskupem pomocniczym El Paso ze stolicą tytularną Maronana. Sakry udzielił mu 31 marca 2023 biskup Mark Seitz.